# Ratba
Ratba (franska: Ratba (CR), Ratba (Commune Rurale), arabiska: الزريزر) är en kommun i Marocko.   Den ligger i provinsen Taounate och regionen Fès-Meknès, i den nordöstra delen av landet, 200 km öster om huvudstaden Rabat. Antalet invånare är 15 741.